# جيمس هيرون هوبكينز
جيمس هيرون هوبكينز هو محامي وسياسي أمريكي، ولد في 3 نوفمبر 1831 في واشنطن في الولايات المتحدة، وتوفي في 17 يونيو 1904 في نورث هاتلي في كندا. نشط حزبياً في الحزب الديمقراطي. وقد انتخب عضو مجلس النواب الأمريكي ‏.